# Свободна любов
Терминът свободна любов се заражда през 19 век във връзка със социално движение, което отхвърля брака, тъй като го вижда като ограничаващ свободата (особено по отношение на жените, като движението набляга на темата права на жените – строгите възбрании върху сексуалността и порядки наследяващи викторианския пуританизъм, които предшестват сексуалната революция, и които обвързват секса строго с брака, са били всъщност като резултат рестриктиращи за жените в много области – обучение, работа, лична реализация и прочее). Според това движение въпросите за сексуалността засягат само хората, въвлечени в тези дейности и никой друг. Затова се настоява за ненамесата на държавата и църквата в тези дейности. Счита се, че традицията на свободната любов произлиза от анархизма (настояващ на равенство между половете) и либертинските идеи.
Свободната любов се превръща в мото на много социални движения и контракултурата на 1960-те. Тя се проявява в Лятото на любовта през 1967 година и лозунга „Правете любов, а не война“. Сексуалността без задръжки се превръща в новата норма на младежите през 1960-те и 1970-те години.